# Chudovsky (huyện)
Huyện Chudovsky (tiếng Nga: ? райо́н) là một huyện hành chính tự quản (raion), của Tỉnh Novgorod, Nga. Huyện có diện tích 2341 km², dân số thời điểm ngày 1 tháng 1 năm 2000 là 28700 người. Trung tâm của huyện đóng ở Chudovo.